# Der Kampf (Zeitschrift SDAP)
Der Kampf war der Titel der theoretischen Zeitschrift der österreichischen Sozialdemokratie. Die Zeitschrift wurde nach dem Wahlerfolg der SDAP bei den Reichsratswahlen von 1907 durch Otto Bauer, Adolf Braun und Karl Renner gegründet. Sie erschien von 1907 bis zum Februar 1934 in Wien, nach dem gescheiterten Februaraufstand 1934 illegal bis zum April 1938 in der demokratischen Tschechoslowakei (teilweise auch in tschechischer Sprache). Sie wurde als "Der sozialistische Kampf – La lutte socialiste" in Paris fortgesetzt. Nach dem Ende des Zweiten Weltkriegs erschien als Nachfolgeblatt ab 1946 die Zukunft.
Als Redakteur der sozialdemokratischen Monatsschrift war ab 1907 bis 1914 Otto Bauer, der damalige Redakteur der Arbeiter-Zeitung tätig, bis 1934 war er Mitherausgeber.
"Der Kampf" gilt als theoretisches Hauptorgan des Austromarxismus.